# Каїрська монорейка
Каїрська монорейка (араб. مونوريل القاهرة) — мережа монорейки з двох ліній у стадії будівництва у Каїрі, Єгипет.
Перша лінія (завдовжки 54 км, час в дорозі — 60 хвилин) прямуватиме від Нової адміністративної столиці до передмістя Каїру міста ім. 6 Жовтня, коли проект завершиться.

Друга лінія, що сполучатиме Місто 6 жовтня з Гізою (завдовжки 42 км, час в дорозі — 42 хвилини).

Перша черга мережі має бути відкрита в 2022 році, другий етап — в 2023 році.

## Пересадки
З монорейки має бути створена персадка на станцію Адлі-Мансур, лінії 3, Каїрського метро.

## Рухомий склад

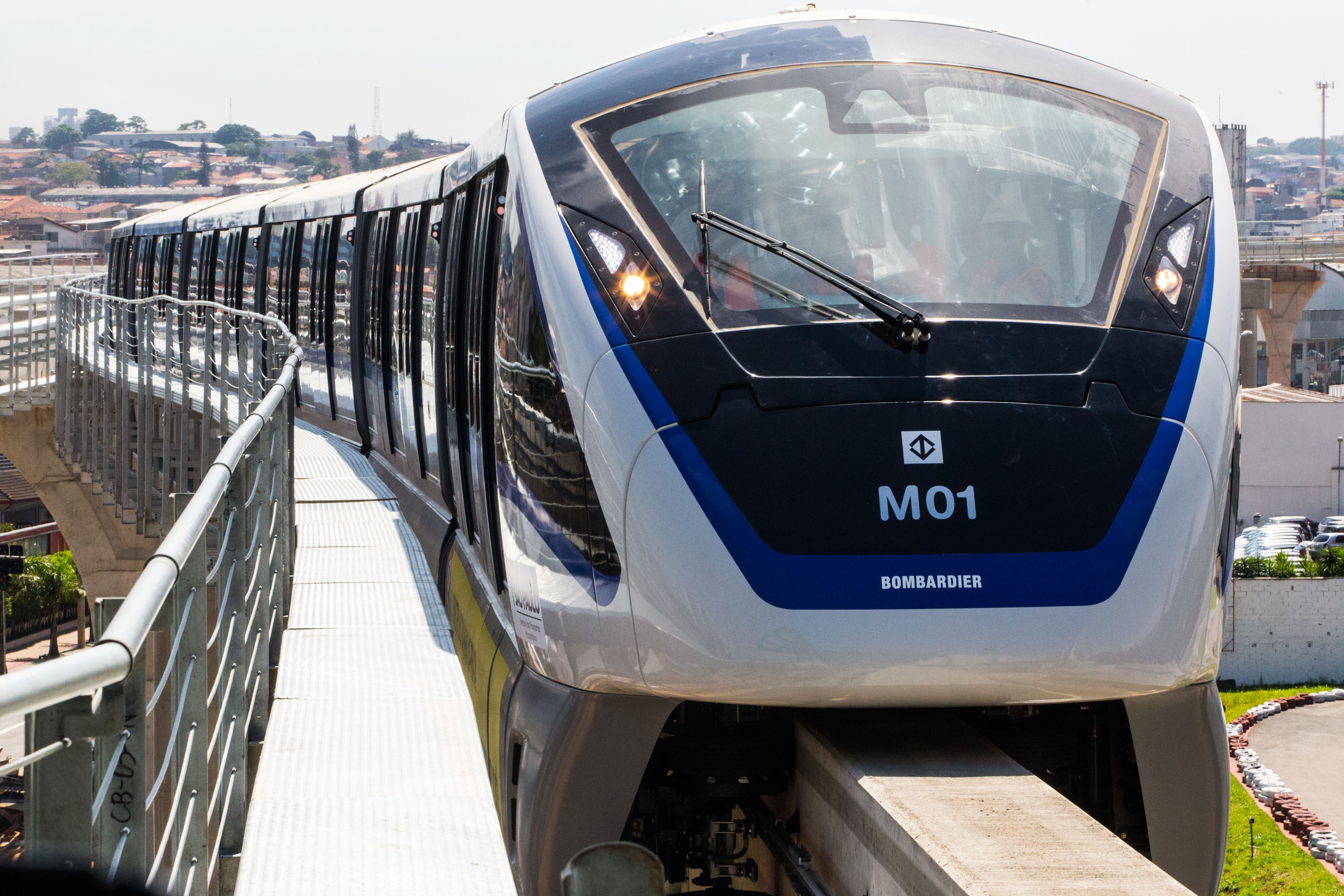
Innovia Monorail 300, Line 15, Метро Сан-Пауло, Бразилія

Каїрська монорейка замовила 70 повністю автоматизованих рухомих складів Bombardier INNOVIA Monorail 300, що не потребують водія, для двох ліній, з чотирма вагонами кожен склад.

Рухомий склад має бути виготовлений у Дербі, Англія.